# 브라우저 익스플로잇
브라우저 익스플로잇은 운영체제나 소프트웨어의 한 부분에서 브라우저 보안을 위반할 목적으로 사용자의 브라우저 셋팅을 인식하지 못한 상태에서 바꾸는, 결함이나 취약점을 이용하는 악성코드의 한 형태이다. 악성코드는 액티브X, HTML, 이미지, 자바, 자바스크립트 그리고 다른 웹 기술들로서 브라우저가 임의적인 코드를 실행하게 한다.

## 증상
자신의 웹 브라우저가 성공적인 블라우저 익스플로잇의 희생양이 된 사용자는 자신의 홈페이지, 검색 페이지 또는 즐겨찾기가 바뀐 것을 발견할 수 있다. 다른 증상으로는 인터넷 셋팅 옵션이 바뀌었다거나 특정한 기능이 막혀있다거나 틀린 URL로의 리다이렉션 등이 있다.

## 예방
사용자가 자신의 브라우저를 브라우저 익스플로잇의 희생양이 되는것으로부터 보호할 수 있는 여러 방법들이 있다. 예를 들면, 방화벽 소프트웨어 설치, 소프트웨어 업데이트 유지, 파일 다운로드 시 의심하기, 출처가 불명확한 곳에서의 이메일 부착물 열지 않기 등이 있다.

## 주요 브라우저 익스플로잇
JailbreakMe는 애플의 iOS 모바일 운영 체제 탈옥에 사용되는 브라우저 익스플로잇 시리즈이다. 이것은 브라우저의 PDF 파서에서 비허가된 코드를 실행하고 밑에 있는 운영체제에 대한 접근을 획득하는 취약점을 이용한다.

## 같이 보기
- 브라우저 보안
- 웹 브라우저 취약점들의 비교